# Степовое (Глобинский район)
Степовое (укр. Степове) — село,
Крынковский сельский совет,
Глобинский район,
Полтавская область,
Украина.
Код КОАТУУ — 5320684604. Население по переписи 2001 года составляло 441 человек.

## Географическое положение
Село Степовое находится в 4-х км от села Великие Крынки, примыкает к селу Шевченки.
Рядом проходит автомобильная дорога Т-1717.

## История
В 1945 г. Указом Президиума ВС УССР поселок совхоза «10-летие КНС» переименовано в Степовое.
- 2008 — изменён статус с посёлка на село[3].